# Blackout (Simon Scarrow)
Blackout è un romanzo storico di Simon Scarrow, pubblicato in Italia nel giugno del 2021 dalla casa editrice Newton Compton.
È il primo romanzo della serie Criminal Inspector Schenke con protagonista l'ispettore Horst Schenke.

## Trama

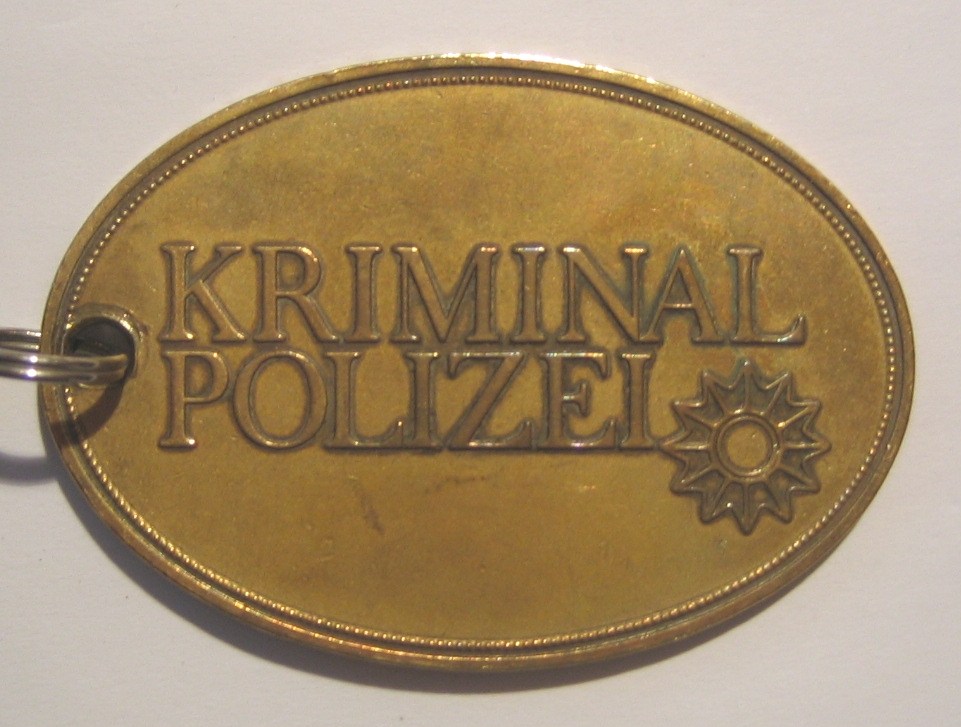
Fibbia in bronzo della Kriminal polizei. Schenke ne è ispettore nel distretto di Pankow

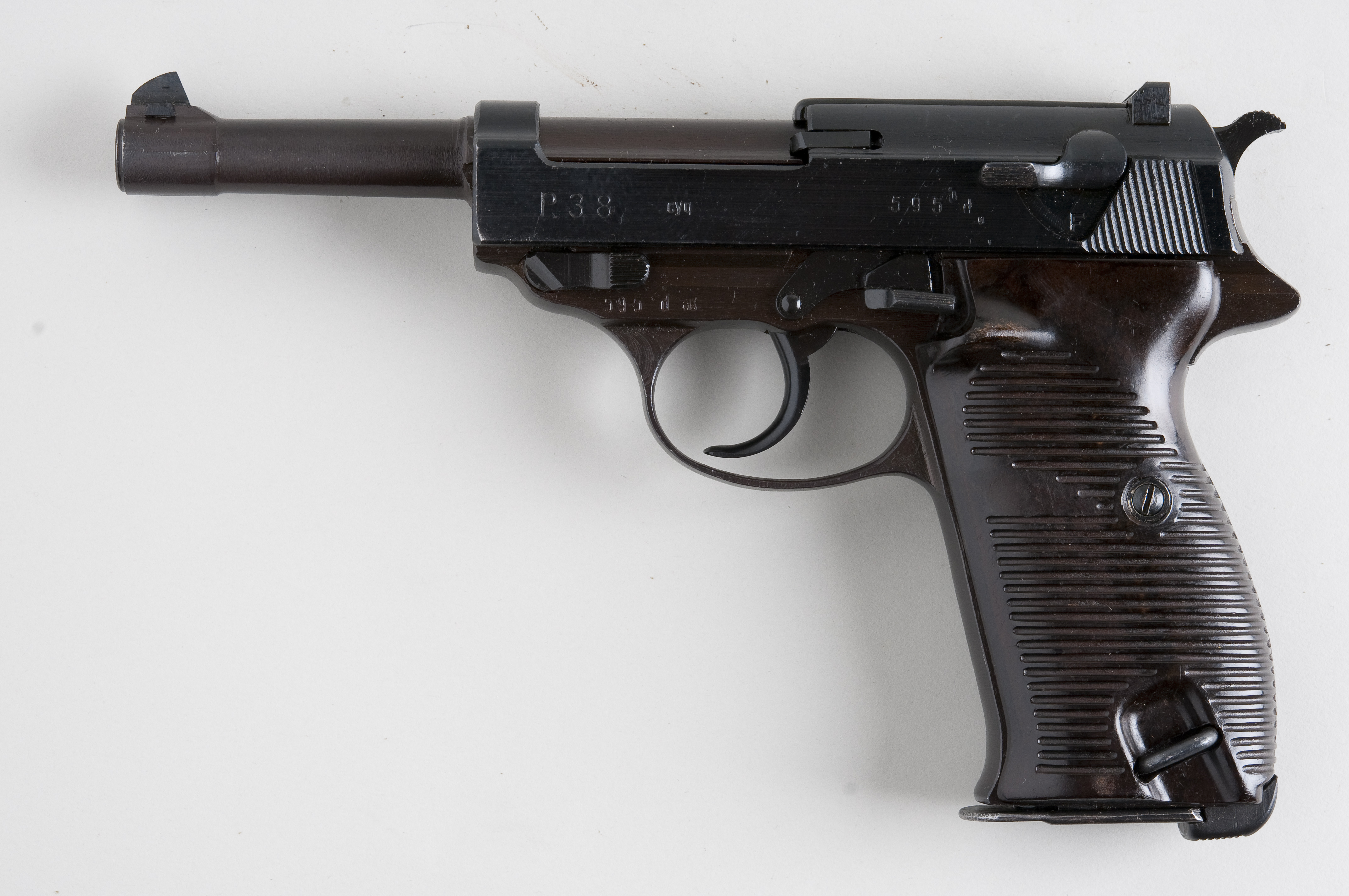
Una pistola Walther P38. L'ispettore Schenke la porta sempre con sé

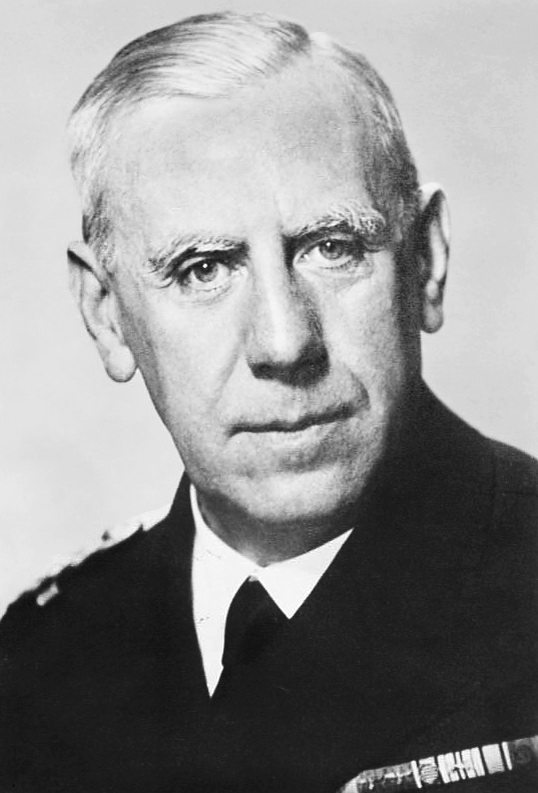
Wilhelm Franz Canaris. Comandante dell'Abwehr e zio della fidanzata di Schenke.

Dicembre 1939. Alla squadra dell'ispettore criminale Horst Schenke viene affidato il compito di risolvere il caso di omicidio di Gerda Korzeny, moglie di un influente avvocato membro del partito.
Schenke comincia le indagini analizzando il luogo del delitto, il corpo della vittima, interrogando le persone che avevano trovato il cadavere, per poi recarsi ad interrogare il marito di Gerda, Gustav Korzeny, un avvocato membro del partito. Riesce a scoprire il nome dell'amante di Gerda, Oberst Karl Dorner, il quale era stato in compagnia della vittima la sera del suo omicidio. Si reca quindi a perquisire l'appartamento di Dorner cominciando a ragionare se possa essere coinvolto nell'omicidio, ma non trova nulla di rilevante, quindi decide di interrogare Dorner e si presenta al suo ufficio nella sede dell'Abwehr: questi sembra cascare dalle nuvole alla notizia della morte di Gerda e racconta all'ispettore di aver accompagnato l'amante ad una festa, dove però dopo un litigio, verso le 22, ha deciso di tornare a casa e per strada, riprendendo a litigare con Gerda, l'ha lasciata mentre questa si stava dirigendo alla stazione di Berlino Anhalt.
Schenke prosegue le indagini ricollegando altre morti sospette a quella dell'ex attrice, tutte donne morte con un forte trauma cranico lungo la linea ferroviaria. Per dare una svolta alle indagini, il capo di Schenke gli invia un uomo per aiutarlo nelle indagini, tale Otto Liebwitz.
Al termine di una cena tra Schenke e la sua fidanzata, nel ristorante dell'hotel Adlon nei pressi della Porta di Brandeburgo, i due escono dal locale ignari che un uomo li sta seguendo fino all'abitazione dell'ispettore; l'uomo memorizza l'appartamento in cui la coppia sale attendendo l'accendersi delle luci. Lo stesso uomo poco dopo assale e tenta di violentare Magda Buchmann, una ragazza su di un treno, ma questa riesce a ferirlo con un piccolo pugnale e a metterlo in fuga anche grazie all'intervento di un altro passeggero, Peter Kramer. Schenke scopre che l'ultima vittima è ebrea, ed il suo vero nome è Ruth Frankel, e riesce ad ottenere una buona descrizione dell'assalitore; realizzato un ritratto, convoca i giornalisti per far diffondere l'identikit anche mediante i quotidiani.
Schenke porta Ruth, la vittima e testimone dell'aggressione, a casa di amici, nel distretto di Tegel, per nasconderla in un luogo noto solo a lui e all'agente che lo ha accompagnato. Frattanto, in un ufficio, mentre legge i giornali, un ufficiale chiama il distretto indicato nell'articolo e dando false generalità si fa dire dove è nascosta la testimone. Irrompe così nella casa uccidendo brutalmente i padroni di casa e la servitù, ma non riesce a trovare la ragazza ebrea, che era riuscita a nascondersi in uno sgabuzzino; quando abbandona quindi la casa, la ragazza fa in tempo a memorizzare la scritta che campeggia sul retro dell'autovettura, ABWEHR 24.
Avvisato della carneficina, Schenke si precipita sul luogo del delitto per scoprire che non solo sono stati tutti uccisi con la medesima tecnica utilizzata dal assassino delle ragazze, ma anche che la ragazza ebrea non è tra le vittime. Rimessosi in macchina, scopre che la sopravvissuta è riuscita a nascondersi proprio nella sua autovettura e grazie ad un particolare in suo possesso decide di aver capito chi è il colpevole.
La mattina dopo, Schenke e tutti i suoi uomini si recano presso la sede dell'Abwehr per arrestare Karl Dorner, ma dopo una concitata rissa durante la quale rimane anche ucciso l'agente Brandt scopre di essersi sbagliato e che il vero colpevole è Schumacher, che riesce a smascherare ponendolo di fronte alla sua vittima.
Risolto il caso, Schenke viene ricevuto dal Gruppenführer Heydrich, che oltre a congratularsi con lui gli chiede se vuole essere promosso e fare parte delle SS, ma l'ispettore rifiuta l'offerta non volendo aderire al partito.

## Personaggi
- Horst Schenke: Ispettore criminale. Comandante della sezione della Kripo del distretto di Pankow.
- Hauser: Sergente del distretto di Pankow, secondo di Schenke.
- Brandt: Recluta del distretto di Pankow.
- Frieda Echs: Agente del distretto di Pankow. 45 anni.
- Rosa Mayer: Agente del distretto di Pankow. 35 anni.
- Arthur Nebe: Oberführer comandante della Kriminalpolizei.
- Heinrich "Gestapo" Müller: Oberführer delle SS comandante della Gestapo. Capo del 4° Dipartimento ufficio centrale sicurezza del Reich. 40 anni.
- Ritter: Hauptsturmführer delle SS. Comandante del distretto di Schöneberg.
- Gerda Korzeny: Ex attrice moglie di Gustav Korzeny.
- Oberst Karl Dorner: Amante di Gerda Kornezy. Ufficiale dell'Abwehr.
- Von Tresckow: Generale.
- Schumacher: Sturmbannführer appartenente alle SS. Collaboratore di Karl Dorner.
- Rudolf Oberg: Vittima di omicidio, marito di Maria Oberg.
- Maria Oberg: Vittima di omicidio, moglie di Rudolf Oberg.
- Frau Gluck: Portinaia.
- Kittel: Sergente della stazione di Heinesdorf.
- Denicke: Poliziotto.
- Leopold Rodinski: Falsario.
- Karin Canaris: Fidanzata di Horst Schenke.
- Wilhelm Canaris: Ammiraglio, comandante dell'Abwehr. Zio di Karin.

- Altemann: Agente della Polizia Ferroviaria.
- Schmidt: Agente della Polizia Ferroviaria.
- Peter Gantz: Fuochista, scopritore del cadavere di Gerda Schnee.
- Dott. Muttling: Medico legale.
- Gustav Korzeny: Avvocato, marito della defunta Gerda.
- Kuhle: Ingegnere municipale e capo-isolato.
- Otto Liebwitz: Scharführer della Gestapo.
- Persinger: Agente del distretto di Pankow, collaboratore di Schenke.
- Baumer: Agente del distretto di Pankow, collaboratore di Schenke.
- Zimmermann: Agente del distretto di Pankow, collaboratore di Schenke.
- Peter Kramer: Gefreiter del 75º reggimento di fanteria.
- Monika Bronheim: Vittima di omicidio.
- Magda Buchmann: Vittima di aggressione.
- Ruth Frankel: vera identità di Magda Buchmann.
- Anton Harstein: Conte, amico di Schenke.
- Astrid Harstein: Contessa, moglie di Anton.
- Wilhelm: Domestico di casa Harstein.
- Klara: Domestica di casa Harstein.
- Paul Harstein: Figlio del conte Anton.
- Rauch: Hauptmann del distretto di Tegel.
- Reinhard Heydrich: Gruppenführer, direttore dell'ufficio centrale per la sicurezza del Fuhrer.

## Edizioni
- Simon Scarrow, Blackout, traduzione di Marzio Petrolo, collana Nuova Narrativa Newton, Newton Compton, 26 giugno 2021,  p. 384, ISBN 978-88-227-5130-0.

- Simon Scarrow, Blackout, traduzione di Marzio Petrolo, collana Gli Insuperabili Gold, Newton Compton, 25 luglio 2023,  p. 384, ISBN 978-88-227-6745-5.